# Insurrection de Janvier
Insurrection polonaise de 1863
Batailles
- Ciółkowo (pl)
- Szydłowiec (pl)
- Lubartów
- Węgrów (pl)
- Rawa (pl)
- Sosnowiec (pl)
- Siemiatycze (pl)
- Słupcza (pl)
- Świętym Krzyż (pl)
- Miechów (pl)
- Staszów (pl)
- Krzywosądz (pl)
- Nowa Wieś (pl)
- Dobrą (pl)
- Małogoszcz (pl)
- Panki (pl)
- Myszków (pl)
- Pieskowa Skała (pl)
- Skała (pl)
- Chroberz (pl)
- Grochowiska (pl)
- Igołomią (pl)
- Radoszewice et Kiełczygłów (pl)
- Krasnobród (pl)
- Praszka (pl)
- Buda (pl)
- Borowe Młyny
- Ginietyny (pl)
- Golczowice (pl)
- Wąsosz (pl)
- Jaworznik (pl)
- Nowa Wieś (pl)
- Pyzdry (pl)
- Kobylanką (pl)
- Stok (pl)
- Krzykawka (pl)
- Biržai (pl)
- Ignacewo (pl)
- Huta Krzeszowska (pl)
- Horki (pl)
- Koniecpol (pl)
- Salicha (pl)
- Chruślina (pl)
- Nagoszewo (pl)
- Lututów (pl)
- Komorów (pl)
- Janów (pl)
- Ossą (pl)
- Chruślina (pl)
- Depułtycze (pl)
- Żyrzyn (pl)
- Złoczew (pl)
- Złoczew (pl)
- Fajsławice (pl)
- Sędziejowice (pl)
- Kruszyna (pl)
- Panasówka (pl)
- Sowiej Górze (pl)
- Małogoszcz (pl)
- Czarnca (pl)
- Mełchów (pl)
- Wiewiec (pl)
- Rybnica (pl)
- Opatów (pl)
- Mierzwin (pl)
- Huta Szczeceńska (pl)
- łży (pl)
- Lipa (pl)
- Opatów (pl)
- Bebelno
- Żeleźnica

L’insurrection de Janvier, ou insurrection polonaise de 1863 contre l'Empire russe, est un soulèvement pour l'indépendance de la Pologne qui a éclaté en janvier 1863 sur l'ancien territoire polonais occupé par la Russie. 
À la suite des trois partages successifs de la Pologne qui ont eu lieu à la fin du XVIIIe siècle, la république des Deux Nations (polonaise et lituanienne), divisée entre les empires russe, allemand et austro-hongrois, a cessé d'exister. Bien que la république ait disparu de la carte, des générations successives réclament sa reconstruction et bataillent contre les oppresseurs. Le XIXe siècle présente ainsi un enchaînement de soulèvements polonais : l'insurrection de Kościuszko de 1794, la participation aux guerres de Napoléon, l'insurrection de novembre de 1830, le soulèvement de Cracovie de 1846, et l'insurrection de Grande-Pologne de 1848, avec leurs lourds tributs en vies humaines.
L'insurrection de janvier 1863 va être la dernière des grandes insurrections patriotiques. Précédée par plusieurs années de manifestations patriotiques, et de demandes de réformes agraires et sociales, elle est provoquée par le refus des autorités russes de faire autre chose que des concessions superficielles. Déclenchée en janvier 1863 par la conscription forcée des Polonais dans l'armée russe, ordonnée par le marquis Wielopolski, elle est défaite en 1864 et a pour résultat une répression impitoyable et la suppression quasi complète de l'autonomie relative du royaume du Congrès et la russification des anciennes provinces polonaises de l'Empire russe.
Le territoire du « pays de la Vistule » n'obtient une amélioration de son sort que par le biais d'une autre insurrection lors de la révolution russe de 1905.

## Contexte historique
En 1772, la république des Deux Nations (royaume de Pologne et grand-duché de Lituanie), subit son premier partage entre la Russie, la Prusse et l'Autriche ; le deuxième a lieu en 1793 et le troisième en 1795 met fin à l'existence même de l'État polonais. Varsovie devient alors le chef-lieu de la province prussienne de Prusse-Méridionale.
Selon la volonté de Napoléon, la Pologne réapparaît en 1807 sous la forme de l’État sous protection française nommé duché de Varsovie, formé des territoires annexés par la Prusse et l'Autriche en 1793 et 1795. Mais à la suite de la chute de Napoléon, le congrès de Vienne scelle en 1815 les trois partages de la Pologne et procède à un nouveau partage de ses territoires, la Russie recevant le territoire du duché de Varsovie, sauf la région de Poznań octroyée à la Prusse et celle de Cracovie qui devient une république souveraine. Les termes du traité issu du Congrès de Vienne laissaient une certaine autonomie aux territoires polonais appelé désormais royaume du Congrès : une armée nationale, un gouvernement et une administration propres. Le tsar russe Alexandre Ier est reconnu comme « roi de Pologne ». 
Cependant, des tensions apparaissent rapidement entre le tsar-roi et ses sujets polonais, et elles s'aggravent après l'avènement de Nicolas Ier en 1825. En novembre 1830, éclate une insurrection, suivie d'une véritable guerre polono-russe. Après la défaite polonaise, la Russie soumet la Pologne à une politique de répression et de russification. La Constitution, la Diète et l'armée polonaises sont abolies, les Polonais privés de leurs libertés individuelles. Les universités sont fermées, les étudiants envoyés en Russie, les catholiques persécutés. Dix mille Polonais sont obligés de s'exiler vers la Suisse, la Belgique et la France. C'est le début de la Grande Émigration. 
D'autres mouvements ont lieu en 1846 dans les régions sous contrôle de l'Autriche (Galicie) et à Cracovie. La république de Cracovie appelle à l’insurrection toute la Pologne, annonce la réforme agraire et confère les droits civiques aux Juifs ; mais son existence est éphémère et la répression entraîne son annexion à l’Autriche. En 1848, des Polonais participent aux mouvements du Printemps des peuples.

## Le prélude

### Mouvements de conspiration contre le régime tsariste
La mort de Nicolas Ier fait naître des espoirs polonais, car le nouveau tsar Alexandre II se présente comme réformateur. Cependant, assez rapidement, une relative détente politique qui suit la période des reformes enclenchées par la débâcle de la guerre de Crimée, s'avère insuffisante. Les Polonais aspirent au changement. Le débat autorisé sur l'émancipation paysanne en Russie et l'unification italienne et roumaine créent un climat d'ébullition croissante. Les Polonais commencent à préparer une nouvelle insurrection nationale.  
La premières organisations clandestines voient le jour dès 1857. À l’université de Kiev, Narcyz Jankowski fonde l'organisation secrète Związek Trojnicki (pl) (Union des Trois), dont les membres sont : Włodzimierz Antonowicz, Leon Głowacki (le frère du futur écrivain Bolesław Prus), Stefan Bobrowski et Włodzimierz Milowicz. L'organisation prône l'émancipation des paysans et la restauration de l'État polonais dans ses frontières de 1772. Elle cherche à établir des contacts avec la jeunesse des trois anciennes provinces polonaises (Volhynie, Podolie, Ukraine) .
Un autre foyer de l’insurrection se trouve dans la capitale russe, à Saint-Pétersbourg, où Zygmunt Sierakowski crée au sein même l’Académie de l’État-major le Cercle des Officiers Polonais (pl). Cette organisation est en contact avec Nikolaï Tchernychevski et Alexandre Herzen et regroupe des conspirateurs polonais et russes, tous unis dans la lutte contre le régime tsariste. Ses membres renforceront plus tard les rangs des Rouges, la faction radicale de l'insurrection. Après le départ de Sierakowski, la direction est reprise par Jarosław Dąbrowski (le futur général de la Commune de Paris).
Mais le plus grand foyer de révolte est Varsovie, la capitale polonaise. En 1857, le tsar autorise la création de l’Académie de médecine et de chirurgie de Varsovie et la réouverture de l'université de Varsovie. Les facultés se remplissent aussitôt de jeunes conspirateurs. Quelques cercles se forment aussi à l’école des Beaux-Arts. En mai 1858, Narcyz Jankowski quitte Kiev pour Varsovie et crée de nouveaux cercles d'étudiants ainsi que des formations militaires secrètes.

### Manifestations patriotiques de 1860

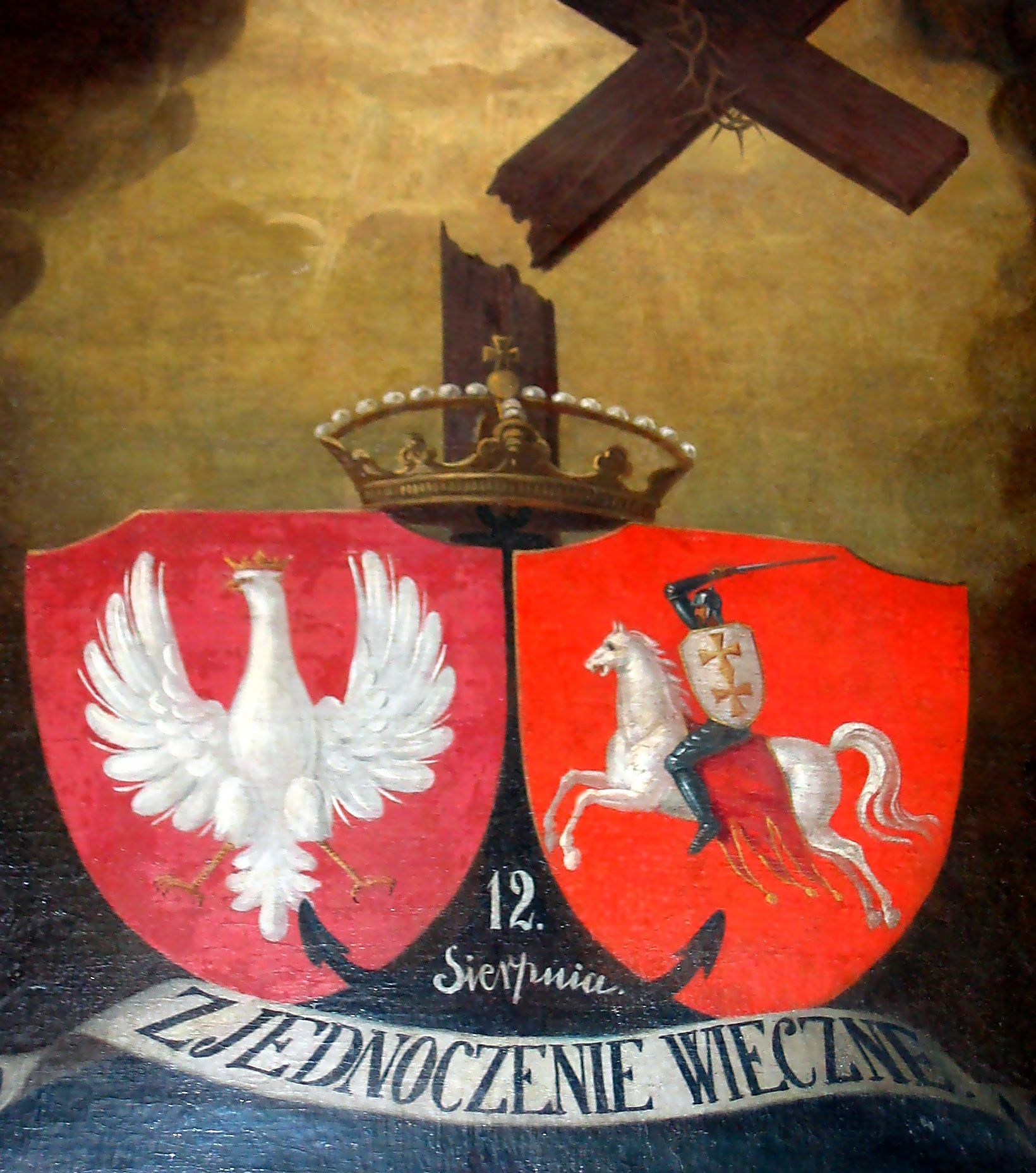
Peinture commémorant l'union de Pologne-Lituanie l'union éternelle (vers 1861).

Le 11 juin 1860, les funérailles de la veuve de Józef Sowiński, le héros de l’insurrection de novembre 1830, se transforment en une grande manifestation patriotique.
En octobre de la même année, des boules puantes sont lancées au Grand Théâtre à Varsovie lors d'une représentation à laquelle assistent le tsar Alexandre II, l'empereur François-Joseph Ier et le prince régent de Prusse. Les illuminations et le bal de la conférence sont sabotés, les fauteuils sont aspergés d'un liquide nauséabond. Ces actions sont dirigées par Franciszek Godlewski.
Le 29 novembre 1860, le jour de l'anniversaire de l'insurrection de 1830, une grande manifestation est organisée, au cours de laquelle la foule chante le poème d'Alojzy Feliński saluant le départ du tsar Alexandre Ier. Le vers du refrain est remplacé par : « Ojczyznę wolną racz nam wrócić Panie » (« Seigneur ! Daigne nous rendre une Patrie libre »). Ce chant antirusse est ensuite régulièrement répété dans les manifestations polonaises.

### Les massacres du 27 février 1861

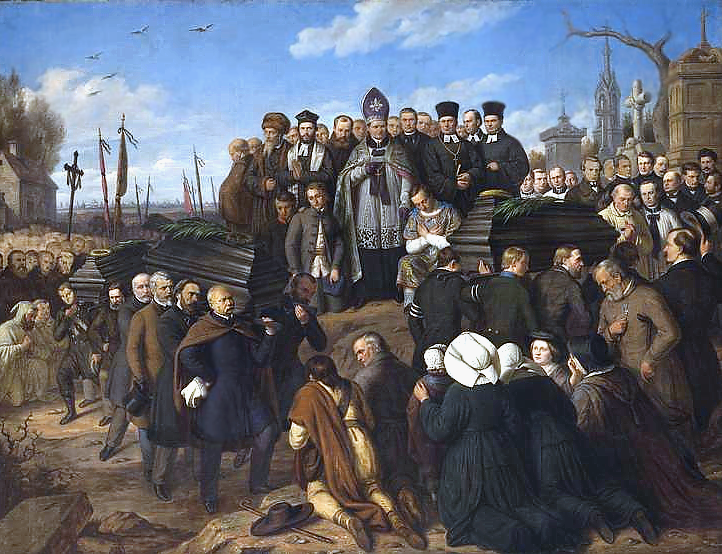
Les funérailles des victimes du 27 février 1861.

Alexandre II décide de mettre un terme à cette fronde par la répression et menace de bombarder la ville en cas de nouvelles manifestations. Le 25 février 1861, l’armée russe défile dans les rues pour le trentième anniversaire de la défaite polonaise à Grochów, la bataille qui a mis fin à l’insurrection de novembre 1830.
Le 27 février, dans le quartier de Krakowskie Przedmieście, à Varsovie, les militaires russes ouvrent le feu sur les manifestants. Cinq d'entre eux sont tués. Pour empêcher les militaires d'enlever les corps, les manifestants les emmènent dans un hôtel voisin où siège la Société agricole, tandis que la foule, poursuivie par les militaires, se réfugient dans les églises voisines. En signe de protestation, toutes les églises sont bientôt fermées. En signe de solidarité, le rabbin Isaac Kramsztyk ordonne également de fermer toutes les synagogues.
La population varsovienne, bouleversée par l’événement, crée une délégation de la Ville (pl) chargée du maintien de la paix, présidée par le banquier Leopold Kronenberg. Celle-ci et la Société agricole envoient au tsar une lettre demandant le respect de la liberté des citoyens du royaume de Pologne.
Le 2 mars, l’enterrement des cinq fusillés au cimetière de Powązki est une manifestation de solidarité entre toutes les régions du royaume de Pologne, les événements de Varsovie ayant eu un écho dans toutes les provinces. Un office religieux et une manifestation sont organisés dans plusieurs villes en l’honneur des cinq morts. Des paysans font la « grève » du servage.

### Les massacres du 8 avril 1861
Dans la nuit du 7 au 8 avril, le vice-roi et gouverneur général de Pologne, Mikhaïl Gortchakov, autorise le recours à la force militaire contre des civils.
Le 8 avril, une foule désarmée manifestant contre la dissolution de la Société agricole sur la place du Palais-Royal à Varsovie, est mitraillée. Une centaine de personnes sont tuées, quelques milliers sont blessées. La ville est mise en état de siège,.

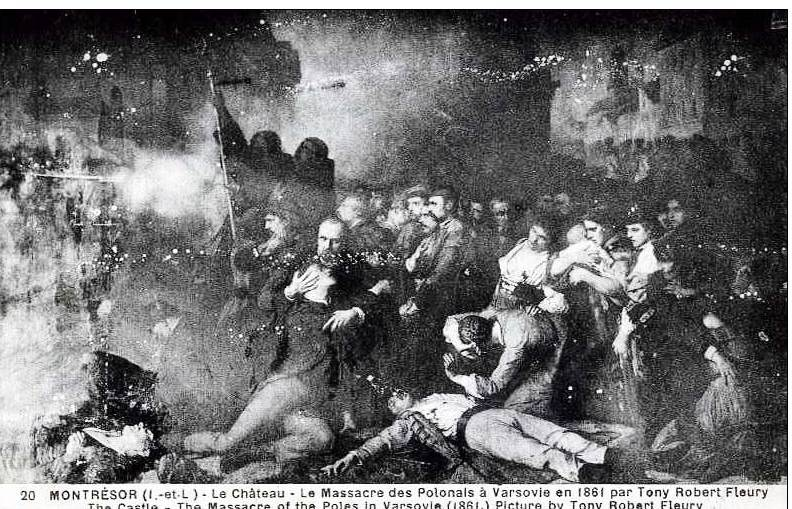
Le Massacre des Polonais à Varsovie, 1861. Tableau de Tony Robert-Fleury (1866).

En mai 1861, le général Mikhaïl Gortchakov meurt et son successeur Nikolaï Soukhozanet impose aux Polonais un régime encore plus répressif. Toute personne portant les vêtements nationaux ou chantant l’hymne national peut désormais être arrêtée.

### Tentative d’apaisement
Le 18 juin, le tsar Alexandre II tente de calmer les esprits en annonçant 4 ukases (édits ou décrets) datés du 5 juin. Le Conseil d'État est réactivé, des élections sont annoncées dans 28 villes et dans chacun des 39 powiats (comtés ou districts), des conseils provinciaux ont été formés, composés de membres nommés par les conseils de powiats.
L'assouplissement de transition de la répression par les autorités durant la période électorale ne fait qu’accroître les manifestations patriotiques qui sont organisées dans de nombreuses villes du royaume de Pologne, de Lituanie, d'Ukraine et de Galicie. Le 12 août, une manifestation de masse a lieu à Kaunas. Le 18 août, les forces russes dispersent une manifestation à la périphérie de Vilnius. Il y a beaucoup de blessés.
Le 10 octobre, lors du 448e anniversaire de la signature de l’union d'Horodło, des manifestations sont organisées dans la ville où fut signé l'acte préfigurant la création de la république des Deux Nations, des foules se rassemblant de part et d'autre du fleuve Bug. Le même jour, des milliers de personnes participent à l'enterrement d'Antoni Fijałkowski, l'archevêque de Varsovie.

### Déclaration de l'état de guerre en octobre 1861

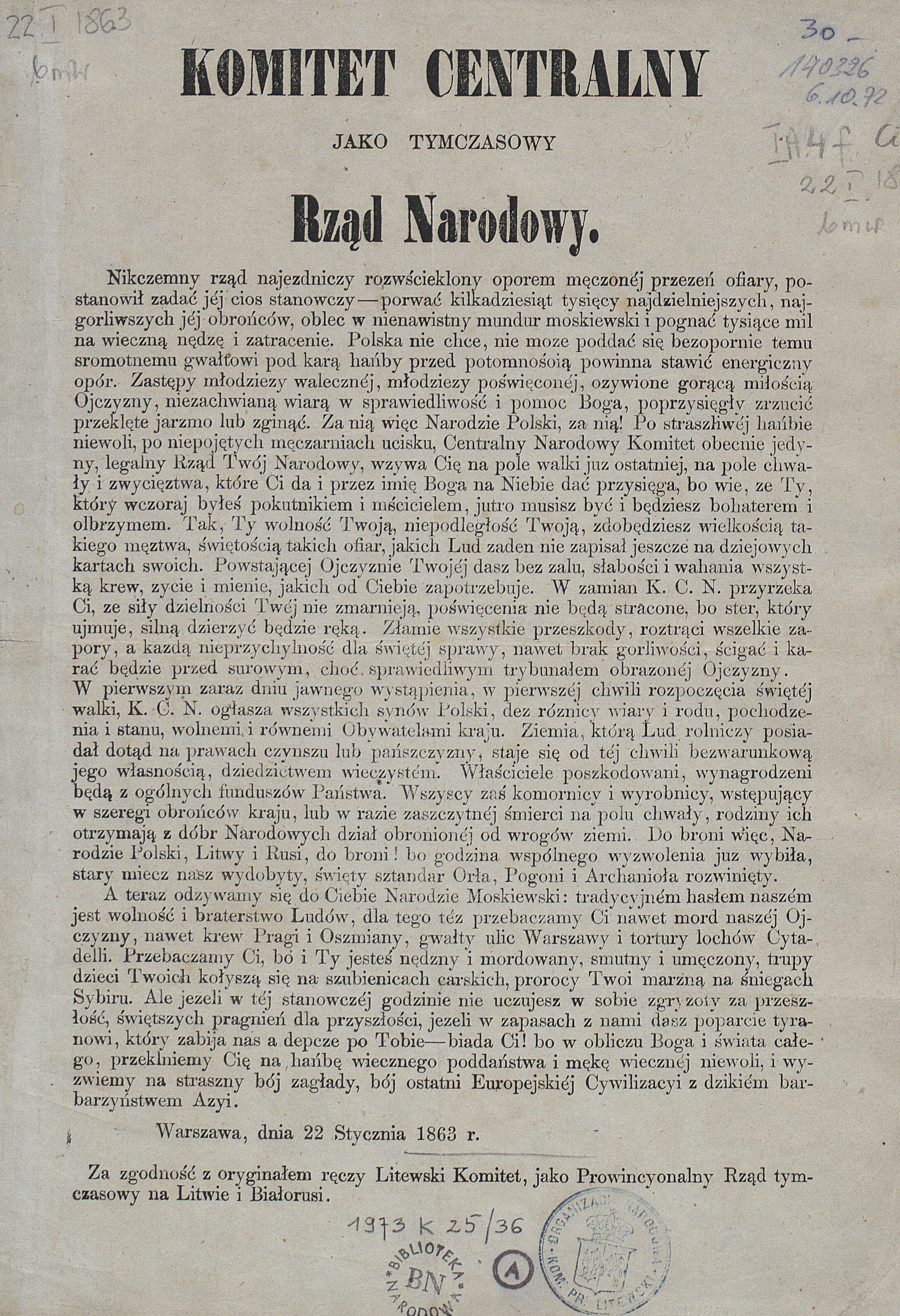
Manifeste du gouvernement national provisoire, le 22 janvier 1863.

Le 14 octobre 1861, le nouveau vice-roi, le général Karl Lambert, déclare l’état de guerre. Le 15, malgré les interdictions, les habitants de Varsovie prennent part à l’anniversaire de la mort de Tadeusz Kościuszko. La manifestation est bloquée par l’armée russe. Des arrestations se déroulent jusque dans les églises. Le gouverneur-général Aleksander Gerstenzweig ordonne à l’armée d’entrer dans la cathédrale Saint-Jean à Varsovie afin de rétablir l'ordre. En signe de protestation, l'administration du diocèse décide alors la fermeture de toutes les églises et paroisses de la ville. Lambert cède et libère les prisonniers. Au bout de quelques jours, il est remplacé par un nouveau vice-roi, le général Alexandre von Lüders.
Le 17 octobre, une organisation secrète (Komitet Miejski) se réunit dans la maison d'Apollo Korzeniowski (le père du futur écrivain Joseph Conrad) à Varsovie pour préparer l'insurrection. Sont également présents : Leon Głowacki, Ignacy Chmieleński et Witold Marczewski.

### Rouges et Blancs
Au cours des années 1861-1862, les Polonais attendaient de plus en plus une réforme agraire, la démocratisation du pouvoir et l’indépendance avec la Russie. Dans cette situation, une organisation patriotique radicale, surnommé Les Rouges, se met en place afin de mener la lutte ouverte et la préparation d’une insurrection face aux Russes. À la fin de 1862, cette organisation compte entre 20 000 et 25 000 membres et planifie l’insurrection pour le printemps 1863. Le complot est dirigé par un Comité central national, sous la direction du général Jarosław Dąbrowski.
À l’opposé des Rouges se met en place une autre organisation, surnommée Les Blancs, groupant les propriétaires terriens, l’aristocratie et les couches riches de la population. Profitant des structures de la Société agricole, cette dernière crée un réseau s'étendant à tous les territoires polonais, y compris la Lituanie et l’Ukraine. La lutte armée pour l'indépendance n'est pas leur priorité. Les Blancs réclament surtout des compensations pour les pertes financières consécutives à l’abolition du servage.

## L'insurrection

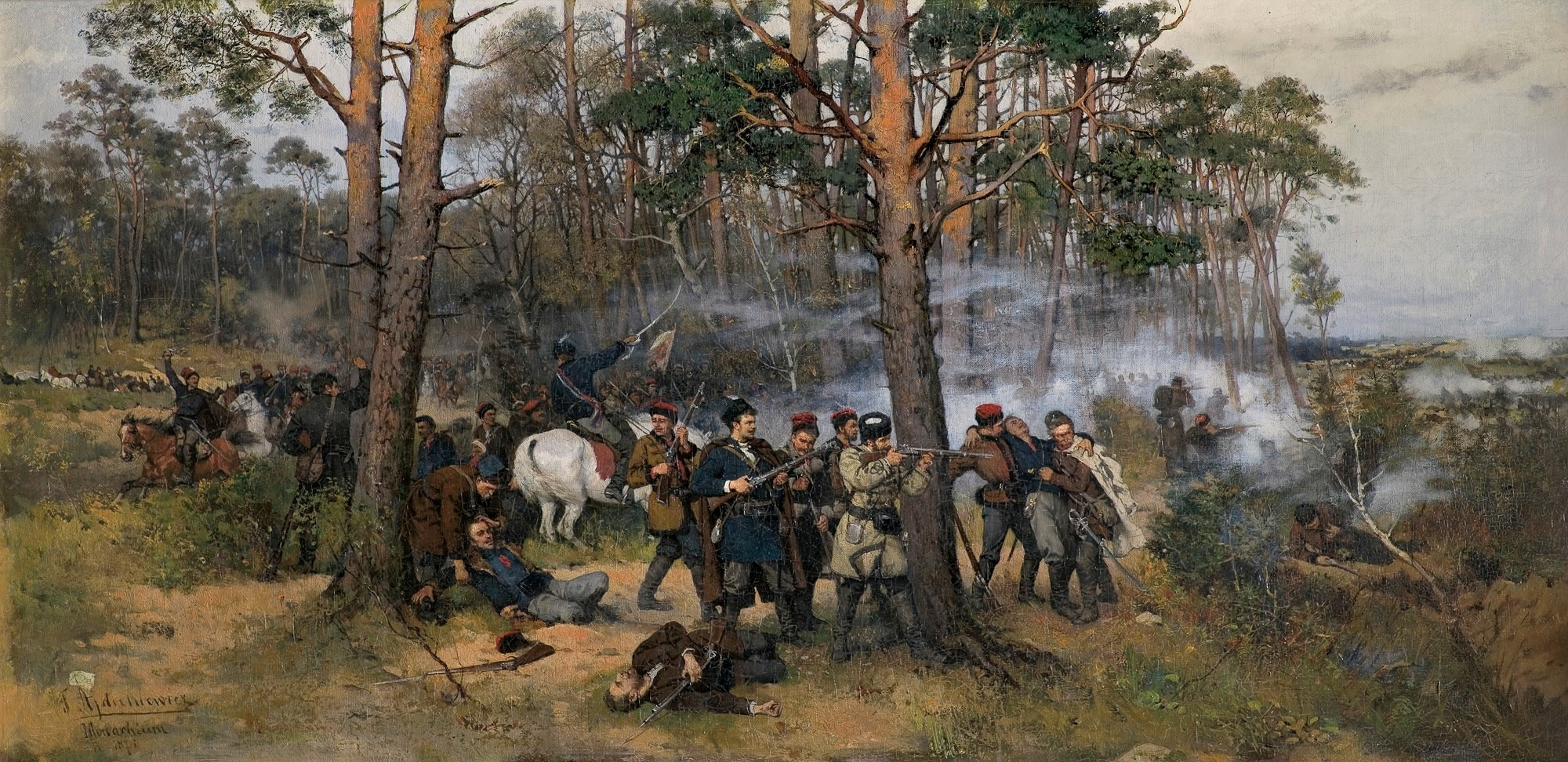
Scène de l'insurrection de 1863 (Thaddaus von Ajdukiewicz).

### La conscription forcée
Le marquis Aleksander Wielopolski, chef du gouvernement civil du royaume de Pologne depuis juin 1862, impose le loyalisme envers la Russie. Afin de mettre les Blancs de son côté, il réalise quelques réformes demandées par le mouvement polonais : fin du servage, une nouvelle loi encadrant l’éducation et des droits égaux pour les Juifs.
Le 8 septembre 1862, le grand-duc Constantin de Russie lève la loi martiale dans les districts de la province de Radom, à l'exception de Radom et Kielce ; le 10 octobre, la loi martiale est levée dans la province de Lublin et Augustów à l'exception de Lublin, Siedlce et Suwałki ; le 16 décembre, elle est levée dans la province de Varsovie et de Płock à l'exception des villes de Varsovie, Kalisz et Płock, les powiats de Lipno et Piotrków et des villes situées le longs des lignes de chemin de fer Varsovie-Vienne et Varsovie-Bydgoszcz.
C'est donc contre toute attente qu'Aleksander Wielopolski organise à la mi-janvier 1863 l'enrôlement de force (Branka) des Polonais dans l’armée russe. Cette conscription ne se fait pas par tirage au sort. Une liste de 12 000 noms est établie à cet effet où figurent des personnes suspectées d’appartenir aux mouvements patriotiques polonais.
Le 22 janvier est publié le manifeste du Comité central national des Rouges, à partir duquel émerge le gouvernement national provisoire (Tymczasowy Rząd Narodowy), sous la direction de Stefan Bobrowski. Dans ce manifeste, le Comité central promet la libération des serfs et des terres aux volontaires qui rejoignent la lutte.
Le même appel est adressé le 29 janvier à la Lituanie, le 5 février à la Podolie, à la Volhynie et à la Petite Russie.
Planifiée par les Rouges pour le printemps, l’insurrection débute donc plus tôt que prévu, sans préparation organisationnelle suffisante, avec un manque cruel de moyens militaires et une direction divisée.

### Les combats

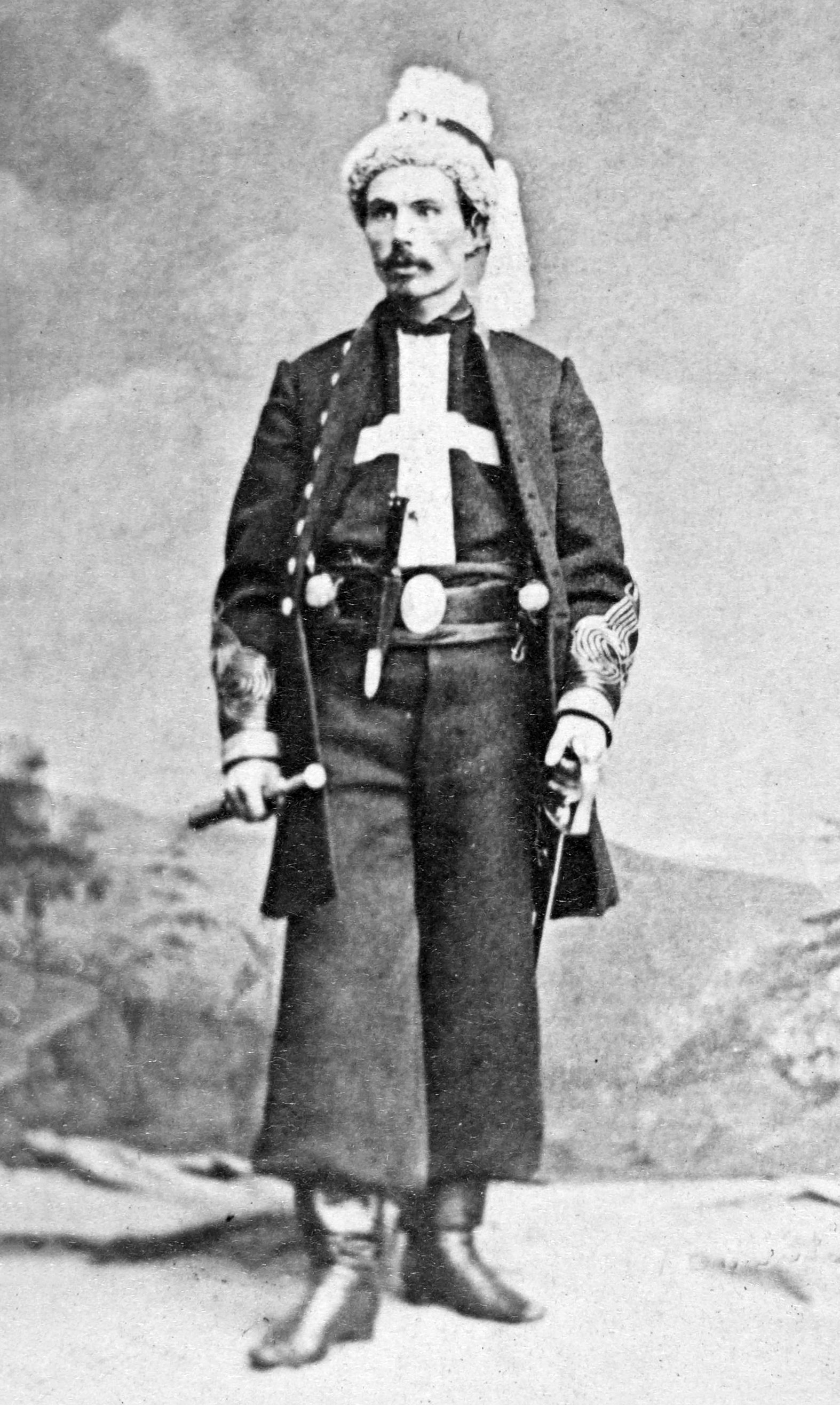
Zouave - François Rochebrune (1863).

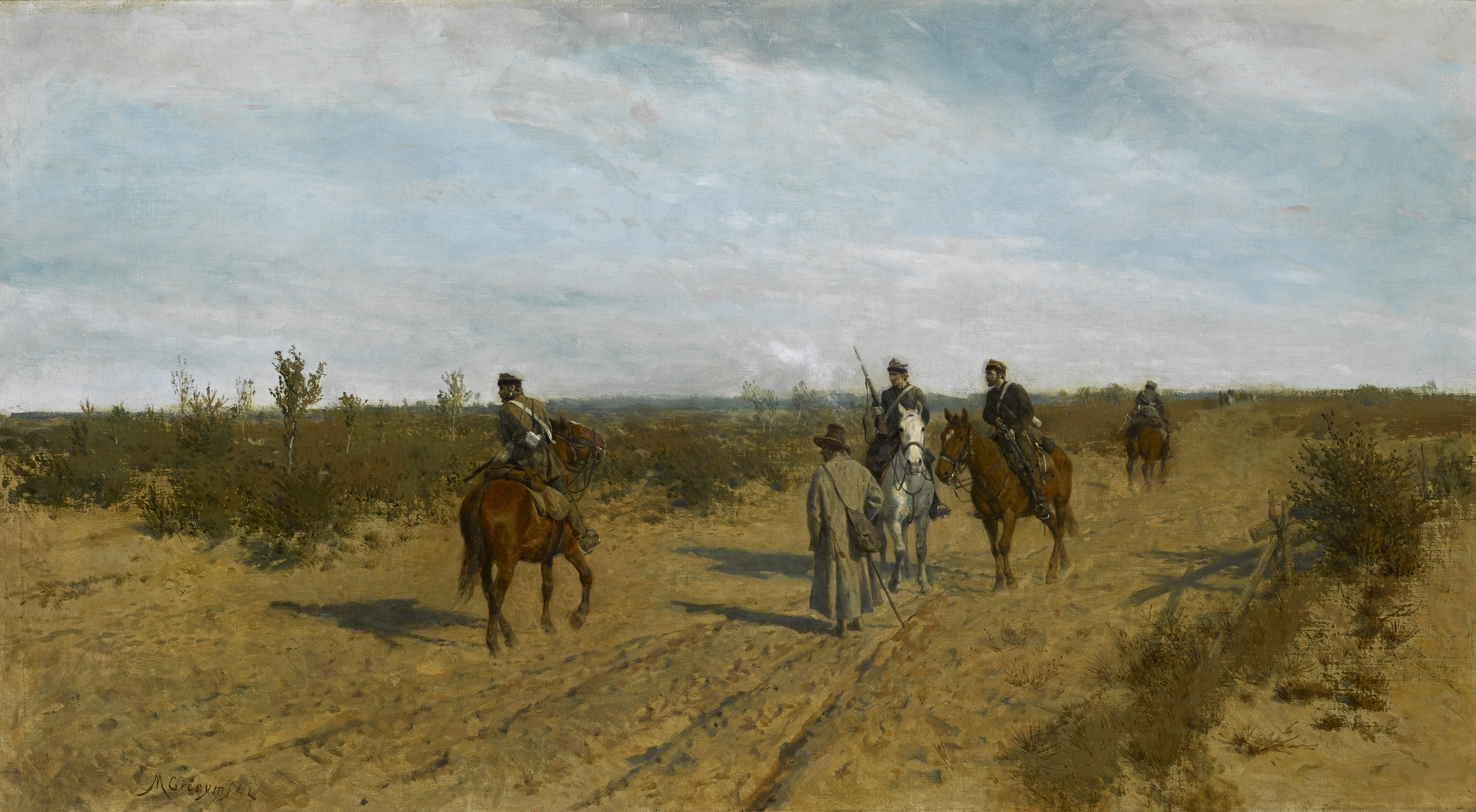
Patrouille d'insurgés, Maksymilian Gierymski, 1872.

En janvier 1863, 100 000 soldats de l’armée russe stationnent dans le royaume du Congrès.
Dans les premiers jours de l’insurrection, les insurgés réussissent à frapper les garnisons russes dans différentes voïvodies : voïvodie de Podlachie, comté d'Augustów, de Płock, de Lubelski et de Radom. Les insurgés avancent du 21 au 25 janvier dans différents endroits : Małkinia, Stelmachowo, Sokołów Podlaski, Łuków, Biała Podlaska, Hrubieszów, Kraśnik, Szydłowiec, Suchedniów et Bodzentyn. Étant donné le manque d’armement, la majorité des attaques est contrée, et les insurgés commencent à organiser des camps d’entraînement pour des volontaires.
Dans la province de Węgrów, Jan Matliński et Władysław Jabłonowski réussissent à rassembler une armée de 3 500 hommes. À Siemiatycze, Władysław Cichorski rassemble 3 000 volontaires, le camp d’entraînement d'Apolinary Kurowski à Ojców rassemble 2 500 soldats. À Wąchock, Marian Langiewicz rassemble 1 400 soldats ; à Janów Podlaski, Roman Rogiński rassemble 1 000 hommes. De quelques dizaines à quelques milliers de volontaires dans le Nord-Est de la Pologne (Łomża et Augustów) sont sous le commandement de Józef Konstanty Ramotowski.
Józef Oxiński (pl) à Uniejów disposait de 250 soldats, Władysław Kononowicz (pl), Władysław Stroynowski, Józef Sawicki, Kazimierz Mielęcki (pl) et Antoni Zdanowiczw en avaient chacun tout autant. Après une série de combats au début de l'insurrection, les Polonais réussissent à contrôler la chaussée de Brześć et la ligne de chemin de fer Varsovie-Saint-Pétersbourg, coupant ainsi les communications entre le royaume de Pologne et la Russie tsariste.
Le Gouvernement national provisoire (Oskar Awejde, Jan Maykowski (pl) et Karol Mikoszewski (pl)) pense d'abord à Zygmunt Padlewski (pl) comme chef suprême, mais le 26 janvier c'est Ludwik Mierosławski, fondateur en 1861 de l'école militaire polonaise à Gênes, qui est choisi en raison de ses récents succès.
Il est conseillé aux insurgés d'éviter les affrontements avec les plus grandes unités de l'ennemi, mais de rendre difficiles les communications ainsi que le recrutement. Pour étendre l'insurrection, Bobrowski écrit Aux frères lituaniens et Aux frères russes en les appelant à rejoindre la révolte. En Volhynie, la cavalerie d'Edmund Różycki (pl) harcèle l'armée russe. L'insurrection gagne aussi un point d'appui assez important à Jytomyr.
Le 17 février, Mierosławski traverse la frontière russe, mais après deux défaites de son armée, à la bataille de Krzywosądz (pl) et à la bataille de Nowa Wieś (pl), il abandonne le combat et rentre à Paris.

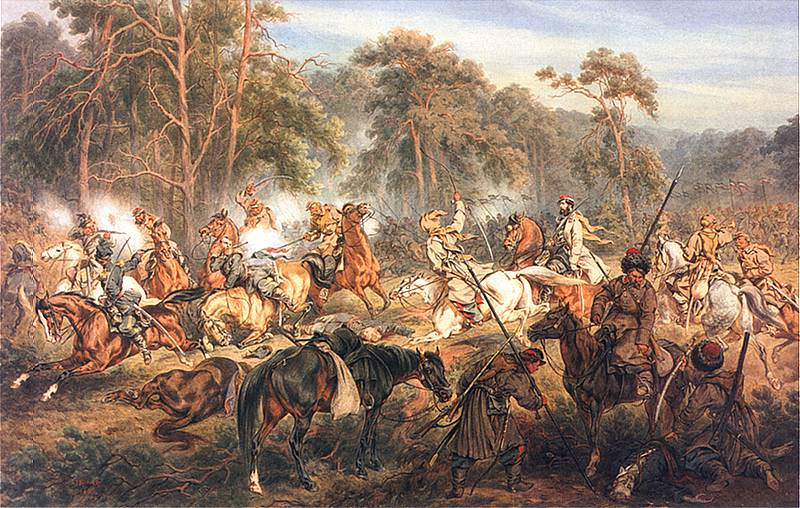
Bataille d'Ignacewo, 1863 (Juliusz Kossak).

Le 24 février, les forces blanches de Marian Langiewicz et d'Antoni Jeziorański (pl) échappent à l'encerclement des troupes russes lors de la bataille de Małogoszcz (pl) et se replient vers la frontière autrichienne. Le 4 mars, Langiewicz et ses hommes parviennent encore à s'échapper à la bataille de Pieskowa Skała (pl). Le 11 mars, Langiewicz prend la direction de l'insurrection, et est ensuite reconnu par le Comité central national. Le 12 mars, au cours d'une cérémonie solennelle, Langiewicz prête serment à la nation. Les insurgés prêtent à leur tour le serment au chef de l'insurrection.
Mais une semaine plus tard, après la bataille de Chrobrzem (pl) et la bataille de Grochowiska (pl), Langiewicz est vaincu. Il quitte la zone de combat pour se réfugier en Galicie, où il est aussitôt arrêté par les autorités autrichiennes et conduit à Cracovie.

### Les forces des insurgés
Les fonctionnaires de l'administration du royaume de Pologne prennent en secret les directives du gouvernement provisoire nationaliste. Le 9 juin 1863, le personnel polonais de la Banque royale polonaise sur la place des Banques de Varsovie remet aux insurgés le dépôt de la Caisse générale du Royaume (3,6 millions de złotys et 500 000 roubles) grâce à Aleksander Waszkowski.
Après les premiers succès organisationnels et militaires, les insurgés ont en effet été noyés sous les forces supérieures de l'armée russe. Romuald Traugutt, « dictateur » de l'insurrection, essaie de motiver le peuple paysan avec le slogan « avec le peuple et par le peuple ». De fait, le nombre de paysans participant à l'insurrection va en augmentant jusqu'au décret du tsar du 2 mars 1864 promettant la fin du servage et la possibilité d'obtenir la propriété de terres ; à partir de là, les paysans quittent le mouvement.
Près de 200 000 personnes ont participé aux combats de l'insurrection, environ 30 000 en même temps. Près de 30 000 partisans ont été tués.

## L'écrasement du soulèvement et ses conséquences
Étant donné le déséquilibre entre les forces combattantes pendant l'insurrection, la guerre prend la forme d'une guérilla. Les combattants polonais cherchaient à éviter les combats trop importants, dans lesquels l'insurrection risquait de disparaître totalement.
On comptabilise près de 1 229 combats de plus ou moins grande ampleur, 956 sur le territoire du royaume de Pologne, 236 en Lituanie et le reste en Biélorussie et en Ukraine. 

### Les derniers combats
Le 21 février 1864, les Russes remportent la bataille d'Opatów (pl) sur les partisans polonais des Góry Świętokrzyskie, dirigés par Ludwik Zwierzdowski (pl), ainsi que les groupes opérant en Podlachie. Les soldats de Jozef Bossak-Hauké, et dans le comté de Lubelski, ceux de Walery Wróblewski, retranchés dans la province de Grodno, continuent la lutte jusqu'en avril. En Posnanie et en Galicie, de nouvelles forces se reconstituent, mais ne peuvent intervenir dans le royaume de Pologne, du fait du contrôle des frontières par la Prusse et l'Autriche.
Le dernier groupe de patriotes se bat jusqu'au printemps 1865 à Sokołów Podlaski, sous le commandement de Stanisław Brzóska, qui, durant l'insurrection, avait pris part aux combats de Siemiatycze, Woskrzennice, Gręzówka, Włodawa, Sławatycze et Fajsławice. Il est pendu le 23 mai 1865 à Sokołów Podlaski.

### Les puissances étrangères et l'insurrection polonaise
Comme en 1831, les libéraux de toute l'Europe applaudissent ces « partisans de la liberté » dressés contre une « tyrannie ». Mais l'insurrection ne reçoit aucune aide de l'étranger. Les puissances occidentales déclarent qu'il s'agit d'une affaire interne à l'Empire russe.
Le chancelier de Prusse, Otto von Bismarck, opposé à une Pologne indépendante qui menacerait la Prusse, écrit dans ses Mémoires : « L'amitié du tsar était un capital politique... qu'il ne fallait pas laisser tomber entre les mains de nos adversaires, que nous devions voir dans les Polonais ». Dans une lettre à sa sœur, il écrit : « J'ai toute pitié pour leur situation, mais nous ne pouvons faire autrement que les exterminer. Le loup n'y peut rien. Il a été créé tel qu'il est par Dieu, et pourtant on le tue sans pitié... ».
Le pape Pie IX prend cependant la défense des insurgés le 24 avril 1864 : « Ma conscience m'oppresse, afin que j'élève la voix contre le puissant tsar, dont le pays s'étend jusqu'au pôle... Ce monarque écrase avec une cruauté féroce la nation polonaise et entreprend l'œuvre antireligieuse d'en terminer avec la religion catholique en Pologne ».

### La répression dans l'Empire russe

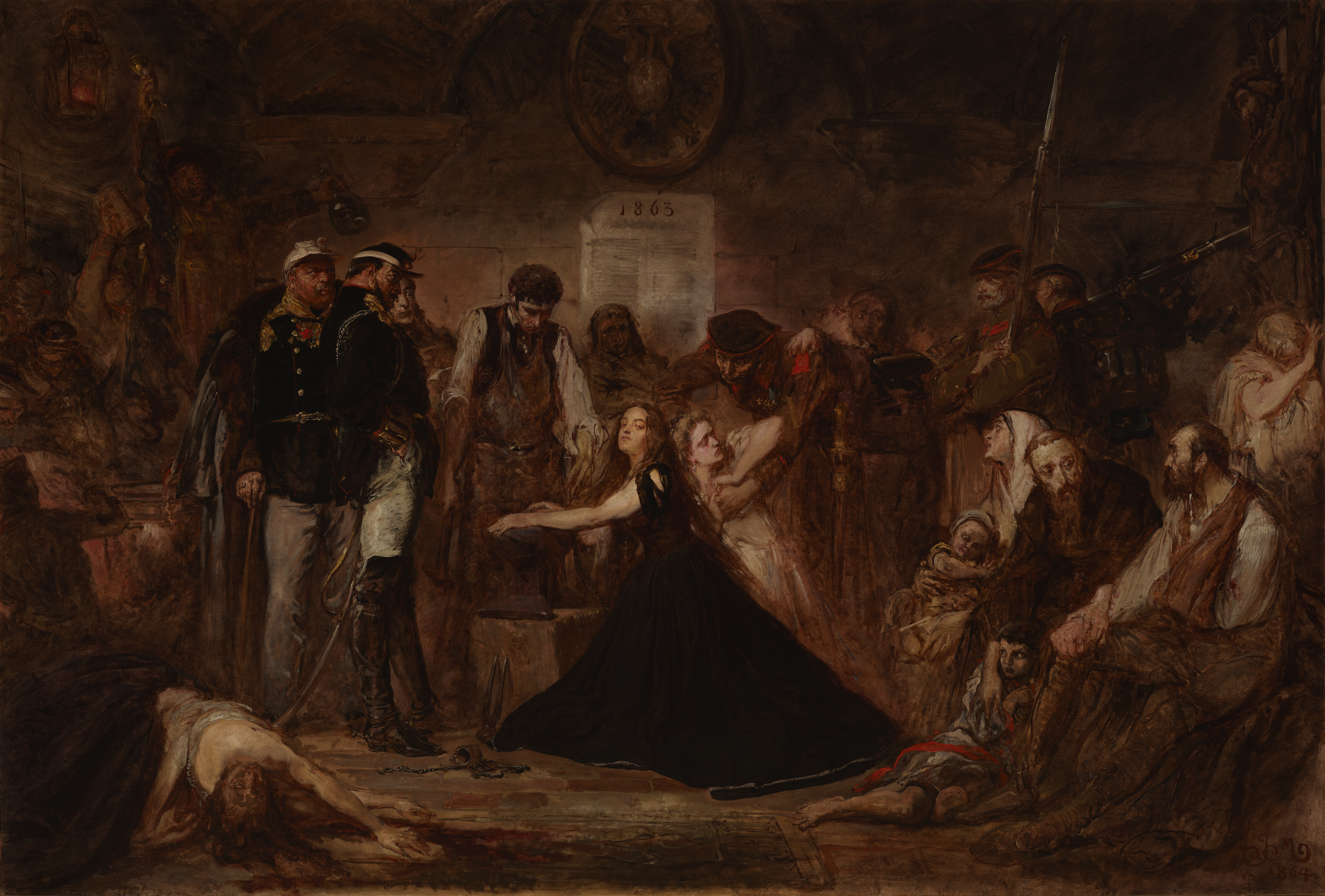
Pologne 1863 de Jan Matejko, 1864, huile sur toile, 156 x 232 cm, musée national de Cracovie. Sur la toile, au lendemain de l'échec de l'insurrection de Janvier (1863), les captifs attendent leur transport vers la Sibérie. Les officiers et soldats russes supervisent un forgeron plaçant des manilles sur une femme polonaise. La jeune fille blonde pourrait être d'origine lituanienne.

Après la fin des combats, l'action de l'espionnage russe arrive rapidement à casser l'organisation des insurgés. Les membres du Gouvernement National Romuald Traugutt, Roman Żuliński (en), Józef Toczyski (pl), Rafał Krajewski (pl) et Jan Jeziorański (pl) sont pendus le 5 août 1864 sur un rempart de la citadelle de Varsovie.
Des milliers d'autres personnes payent de leur vie leur participation à la révolte, soit en mourant au combat, soit exécutées par l'armée russe. Leurs biens sont confisqués. Les représailles de l'Armée russe sont particulièrement violentes en Lituanie. 
Le nouveau gouverneur-général Mikhaïl Mouraviov-Vilensky, surnommé « le Pendeur », fait exécuter ou pendre 700 insurgés, près de 40 000 sont envoyés au bagne (« katorga ») en Sibérie. La noblesse polonaise perd ses terres qui reviennent à des officiers russes.
La Russie entame la russification de l'administration polonaise, ayant un moment le projet de rattacher les provinces du Royaume à des provinces russes. Finalement, en 1867, le pays perd toute autonomie et est renommé pays de la Vistule. Près de 1660 propriétés nobiliaires sont confisquées, mises aux enchères ou données aux officiers russes. Les droits municipaux sont retirés aux villes ayant particulièrement participé aux révoltes, ce qui entraîne leur déclin économique ; les monastères et couvents de tout le Royaume sont fermés pour avoir été des centres de la résistance.
L'épilogue de cette insurrection nationale est la révolte des exilés polonais de Sibérie (pl) (« révolte de Zabajkalski ») en juin 1866.

### L'évolution de la politique autrichienne
Contrairement à la Russie dont la domination s'appesantit à partir des années 1860, et à la Prusse, qui va jusqu’à adopter une politique très agressive en termes de rachats de terres aux Polonais pour ensuite l’accorder aux colons allemands, la situation évolue favorablement en Autriche. Si les Russes et les Prussiens interdiront la langue polonaise ainsi que l’accès à l’administration aux Polonais, après la formation de la double monarchie, l'Autriche accorde en 1869 à sa province polonaise, la Galicie, plus d'autonomie. Ainsi Cracovie redevient le principal centre de la culture polonaise à la fin du XIXe siècle.